# Dulcício (consular)
Dulcício (em latim: Dulcitius) foi um oficial romano do século IV, ativo durante o reinado do imperador Constâncio II (r. 337–361). É citado em uma inscrição datável de 27 de fevereiro de 357 como consular da província da Ligúria e Emília.